# Cascata do Poço do Bacalhau

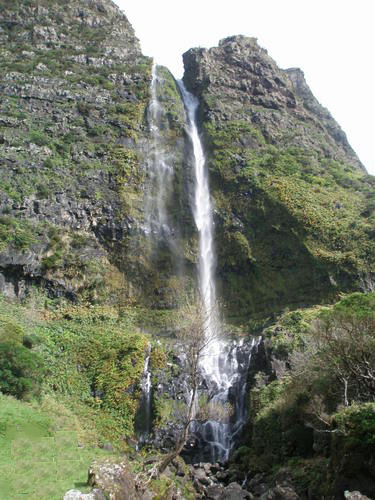
Cascata do Poço do Bacalhau.

A Cascata do Poço do Bacalhau é uma queda de água (cascata) localizada na Fajã Grande, concelho das Lajes das Flores, ilha das Flores, arquipélago dos Açores, em Portugal.
Apresenta-se como cascata dotada de uma queda de água que se precipita por cerca de 90 metros de altura.
Como o ciclo médio de armazenamento natural em aquíferos da água nos Açores, ronda os 6 meses, esta cascata muito abundante nas épocas mais chuvosas, vê durante a época estival o seu nível de água torna-se mais diminuto ao ponto de esta se dissipar na forma de uma espessa, pesada e abundante neblina na sua precipitação a caminho do solo onde as águas se depositam numa lagoa natural rodeada de vegetação natural e endémica, a conhecida laurissilva da Macaronésia. Esta lagoa é usada como zona balnear.

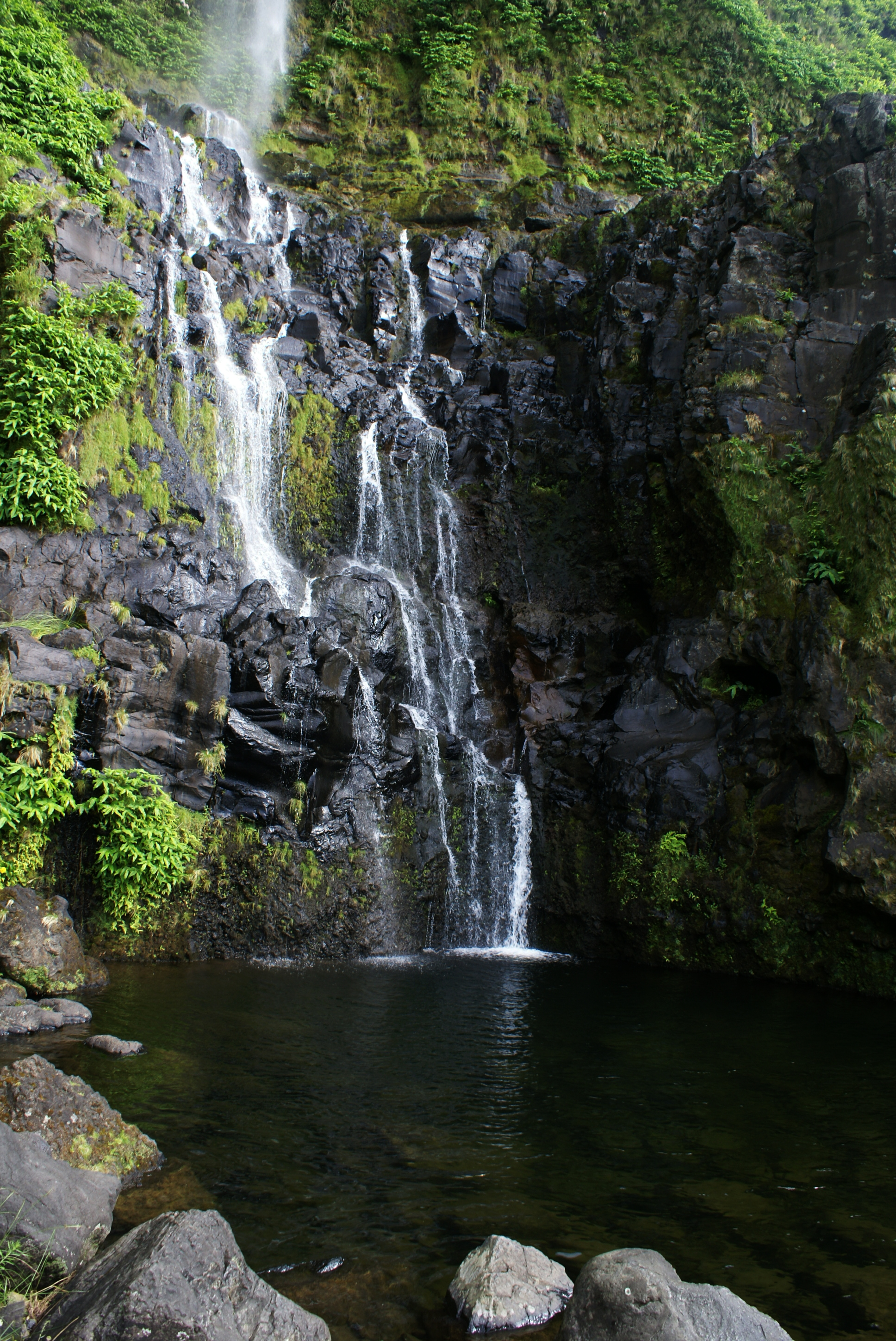
Cascata do Poço do Bacalhau e lago depois da queda, Fajã Grande.

As águas que abastecem o manancial desta cascata são originarias das nascentes de altitude que brotam das serras centrais da ilha das flores que por sua vez fazem a captação da humidade nas densas camadas de nuvens que se acumulam por sobre a floresta de laurisilva que servem de núcleo de condensação e ao mesmo tempo de regulador e distribuidor da quantidade de água recebida devido à sua densidade e também à quantidade de musgos (conhecido nos Açores como: Musgão) que atapeta o solo e que vai libertando a pluviosidade recebida de forma lenta e regular.
É possível observar entre as suas pedras submersas iroses... uma inofensiva enguia de água doce de nome Anguilla anguilla.